# Avenida Gran Bretaña (Talcahuano)
La Avenida Gran Bretaña (también llamada "Cañerías" por algunos pobladores del sector) es una gran arteria vial de la comuna de Talcahuano en el Gran Concepción, Chile.
La avenida Gran Bretaña es un eje que conecta el Sector de Las Higueras, el sector de las Industrias, y los sectores de Medio Camino y Hualpencillo con el resto de la ciudad.

## Historia
La avenida se convirtió en la conexión con los sectores industriales de la intercomuna. Entre 1986 y 1987, con la construcción del nudo trompeta de Autopista Concepción-Talcahuano, y el mejoramiento y extensión de Avenida Libertador Bernardo O'Higgins y Las Golondrinas, se convirtió en la ruta al sector industrial y al Puerto de San Vicente, descongestionando así la Avenida Cristóbal Colón del tráfico de camiones. Luego se ensanchó la avenida de dos carriles a cuatro carriles con un bandejón central, y por etapas conectándola con la Avenida Costanera.
Desde 2004, cruza las comunas de Talcahuano y Hualpén.

## Ubicación
La avenida se origina en la Avenida Alto Horno, frente al Morrillo del Cº Perales, en el sector de Gaete y frente al estadio homónimo. Luego cruza el sector industrial de Talcahuano, conectandosé en la Rotonda de Cementos Biobío, con la Avenida Presidente Juan Antonio Ríos. Gira hacia el sur, pasando entre Cementos Biobío y Huachipato. Luego de una curva y contracurva, se abre a una rotonda, en la entrada principal de Huachipato e Inchalam. Cruza la vía férrea del subramal El Arenal - Huachipato. Orilla el Cº San Martín, y luego cruza entre el sector de las Petroquímicas, en donde nace de ésta, la Avenida Rocoto al oeste y Nueva Rocoto al este. Luego nace la Avenida Acceso a Puente N.º 4. Pasa por el sector Cuatro Esquinas, en donde cruza Avenida Las Golondrinas. Acá entra a la joven comuna de Hualpén:
Cruza el sector de Hualpencillo, por varias poblaciones tales como Población Patricio Aylwin, Padre Hurtado y Las Peñuelas. Se une en la Rotonda Areneras con Avenida Costanera

## Prolongaciones
- En el noreste:
  - Avenida Alto Horno
- Cercano a Cuatro Esquinas:
  - Avenida Acceso a Puente N.º 4
- En el sureste:
  - Avenida Costanera

## Puntos relevantes
Dentro de su trazado, la Avenida Las Golondrinas pasa por los siguientes puntos relevantes dentro de la intercomuna:
- Sector Gaete
- Estadio Gaete
- Morrillo de Perales, en donde se habría redactado la primera Acta de Independencia de Chile
- Rotonda Cementos Biobío
- Rotonda Huachipato
- Cuatro Esquinas

- Datos: Q5713693